# Yessongs
Yessongs ist das erste Livealbum und das sechste Werk der Progressive-Rock-Band Yes. Es wurde 1973 veröffentlicht und gilt in Fan- und Kritikerkreisen als eines der besten Live-Alben der 1970er Jahre. Aufgrund des Wechsels des Schlagzeugers, Bill Bruford geht und Alan White kommt, gibt es auf diesem Album Lieder mit zwei verschiedenen Schlagzeugern.

## Produktion
Im Album sind die Aufnahmezeitpunkte und -orte der einzelnen Stücke nicht im Einzelnen dokumentiert. Es ist allerdings möglich, diese weitgehend anhand von Vergleichen mit den sieben vollständig aufgenommenen Konzerten der Close to the Edge Tour zu rekonstruieren, die im Jahr 2015 als Progeny: Seven Shows from Seventy-Two veröffentlicht wurden. Eine weitere Quelle ist der Soundtrack zu dem im Rainbow-Theatre aufgenommenen Konzertfilm, Yessongs (1975).
Aufnahmezeitpunkte und -orte:
- 1. November 1972 in der Ottawa Civic Centre in Ottawa, Ontario – Roundabout
- 12. November 1972 im Greensboro Coliseum in Greensboro (North Carolina) – Heart of the Sunrise, And You and I, the second half of I’ve Seen All Good People
- 15. November 1972 im Knoxville Civic Coliseum in Knoxville (Tennessee) – Siberian Khatru, die beiden ersten Drittel von Excerpts from „The Six Wives of Henry VIII“, Yours Is No Disgrace
- 20. November 1972 im Nassau Coliseum in Uniondale (New York) – Opening (Excerpt from „Firebird Suite“), das dritte Drittel von Excerpts from „The Six Wives of Henry VIII“, Mood for a Day

## Inhalt und Covergestaltung
Die Erstausgaben des Albums sind mit reichlichen Beigaben versehen. Die Hüllen der drei LPs sind rein weiß mit einem YES-Logo bedruckt. Das Cover hat vier Einschübe für die drei Platten und eine für ein zwölfseitiges Booklet mit Livefotos von Martin Dean, dem Bruder von Roger Dean. Je eine Doppelseite gibt es für die fünf Bandmitglieder, eine Seite für eine Gruppenaufnahme und eine Seite für Porträtaufnahmen der Crew. Texte gibt es jedoch nur zu speziellen Pressungen.
Obwohl alle verschieden sind, erzählen sie doch eine gemeinsame Geschichte. Auf der letzten Seite finden wir Teile des Planeten, der bei Fragile zerfallen ist, freischwebend im Weltraum wieder, begleitet von einem Weltraumsegelschiff. Dieses Bild trägt den bezeichnenden Titel escape.
Auf der ersten von drei Innenseiten finden wir das Bild arrival, welches die Landung der Teile auf einem von Fischen bevölkerten Planeten zeigt. Es ist wohlgemerkt eine sanfte Landung und kein Einschlag. Dieses Bild wird später, genauso wie das Booklet, der Einsparung geopfert. Bei der CD-Veröffentlichung ist es im Booklet wieder erhalten. Das Bild awakening auf der zweiten Innenseite zeigt schon hirschartige Lebewesen und pathways; das auf der dritten zeigt eine Humanoide und das Weltraumsegelschiff ist auch wieder da. Dieses letzte Bild findet sich, ohne Lebewesen und Schiff, auch auf der ersten Seite des Covers wieder. Die erste Seite ziert zusätzlich eine Grafik und über Bild und Grafik steht in den bekannten geschwungenen Lettern Yessongs; der Yes-Schriftzug wurde seit Close to the Edge verwendet.

## Musik und Musikkritik
Das Dreifachalbum wurde anfangs von vielen Musikfans als beste Live-LP seiner Zeit gefeiert und verkaufte sich hervorragend. Es beginnt mit Auszügen aus Der Feuervogel von Igor Strawinsky, auch später noch oft genutztes Yes-Intro für ihre Live-Auftritte. Ebenso finden Auszüge von Rick Wakemans The Six Wives of Henry VIII Einzug. Einige Stücke werden musikalisch sogar besser bewertet als die Studioversionen.
Das führte aber auch schnell zu Kritik an der Verfahrensweise der Erstellung des Albums, Dies wird vor allem bei dem Titel Yours Is No Disgrace deutlich, dessen Eingangspart original ist, dann in die im Studio erzeugte Aufnahme übergeführt wird, im Mittelteil wieder die Originalaufnahme enthält, um bis fast zum Schlussapplaus erneut die nachträgliche Studioaufnahme wiederzugeben. Der Grund hierfür war, dass Steve Howe seinen Kollegen kurzfristig angeboten hatte, in den Song als Solo-Part eine längere Gitarrenimprovisation einzubauen, durch die der Song fast doppelt so lang wurde, wie sein Gegenstück aus The Yes Album. Auch die Stücke The Fish; Perpetual Change und Starship Trooper weichen erheblich von den Versionen der Studioalben ab. Aber es gab auch Zustimmung zur Verfahrensweise der Aufnahme, denn auf Perpetual Change etwa befindet sich Bill Bruford am Schlagzeug und diese Version mit ihm ist in der auf dem Album enthaltenen Form einzigartig.
Im späteren Verlauf des Albums intoniert Jon Anderson dann noch eine Passage aus Strawinskis Ballett Le sacre du printemps (Das Frühlingsopfer). Eines zeigte sich auf dem Album Yessongs allerdings erstmals, und zwar, dass die Yes-Lieder live zu um die zehn Minuten langen Epen tendieren. Mit Ausnahme von Close to the Edge trägt jede LP-Seite praktisch nur zwei Songs.

## Titelliste
1. Opening (Auszüge aus Der Feuervogel von Igor Fjodorowitsch Strawinski) – 3:47
2. Siberian Khatru (Jon Anderson/Steve Howe/Rick Wakeman) – 9:03
3. Heart of the Sunrise (Anderson/Bill Bruford/Chris Squire) – 11:33
4. Perpetual Change° (Anderson/Squire) – 14:11
5. And You and I (Anderson/Bruford/Howe/Squire) – 9:33
  - Cord of Life
  - Eclipse (Anderson/Bruford/Squire)
  - The Preacher the Teacher
  - Apocalypse
6. Mood for a Day (Howe) – 2:53 (Live-Version[3])
7. Auszüge aus The Six Wives of Henry VIII (Wakeman) – 6:37
8. Roundabout (Anderson/Howe) – 8:33
9. I’ve Seen All Good People (Anderson, Squire) – 7:09
  - Your Move (Anderson)
  - All Good People (Squire)
10. Long Distance Runaround / The Fish° (Anderson/Squire) – 13:37
  - Long Distance Runaround (Anderson)
  - The Fish (Schindleria Praematurus) (Squire)
11. Close to the Edge (Anderson/Howe) – 18:13
  - The Solid Time of Change
  - Total Mass Retain
  - I Get Up I Get Down (Anderson/Squire)
  - Seasons of Man
12. Yours Is No Disgrace (Anderson/Bruford/Howe/Tony Kaye, Squire) – 14:23
13. Starship Trooper (Anderson/Squire/Howe) – 10:08
  - Life Seeker (Anderson)
  - Disillusion (Squire)
  - Würm (Howe)

Anmerkungen
° Schlagzeug: Bill Bruford
- Inhalt 3-LP
  - Seite 1: Titel 1–3
  - Seite 2: Titel 4–5
  - Seite 3: Titel 6–8
  - Seite 4: Titel 9–10
  - Seite 5: Titel 11
  - Seite 6: Titel 12–13

- Inhalt 2-CD
  - CD 1: Titel 1–8
  - CD 2: Titel 9–13

## Studioalben der Titel
- 1971 – Album The Yes Album enthält die Titel 4, 9, 12 & 13
- 1972 – Album Fragile enthält die Titel 3, 6, 8 & 10
- 1972 – Album Close to the Edge enthält die Titel 2, 5 & 11
- 1973 – Album The Six Wives of Henry VIII enthält die Ausschnitte von Titel 7

## Charts
Album
| Year | Chart                | Position |
| ---- | -------------------- | -------- |
| 1973 | Billboard Pop Albums | 12       |

## Auszeichnungen
| Organisation   | Level    | Datum            |
| -------------- | -------- | ---------------- |
| RIAA – USA     | Gold     | 17. März 1973    |
| CRIAA – Kanada | Gold     | 1. Dezember 1976 |
| RIAA – USA     | Platinum | 10. April 1998   |